# Yimnashana bezarki
Yimnashana bezarki (лат.) — вид жуков-усачей рода Yimnashana из подсемейства Lamiinae. Эндемик Вьетнама (Юго-Восточная Азия).

## Описание
Жуки-усачи мелкого размера. Длина тела около 5 мм. Основная окраска чёрная; вертлуги и основания бёдер красновато-коричневые; покрыты длинными чёрными щетинками; надкрылья бороздчаты, покрыты лежачим серым опушением, за исключением широкой премедианной поперечной перевязи и узкой предвершинной перевязи. Переднеспинка сердцевидная, её длина равна ширине, вооруженная в базальной трети с каждой стороны с крошечным острым шипом и двумя крепкими дисковидными прямыми зубцами, вершина которых косо срезана, а основание которого размещено на оси края верхних частей глаза; базальный край прямой и на одну пятую уже апикального края, который слабовыпуклый; диск покрыт очень длинными приподнятыми щетинками и густыми грубыми точками-пунктурами, более сильными, но менее густыми, чем покрывающие голову.

## Классификация и этимология
Вид был впервые описан в 2017 году энтомологами Francesco Vitali (Люксембург) и Xavier Gouverneur (Rennes, Франция) по типовому материалу из Вьетнама (Юго-Восточная Азия) и включён в состав рода Yimnashana трибы Gyaritini из подсемейства Lamiinae (семейство Cerambycidae). Название вида дано в честь Ларри Г. Безарка (Larry G. Bezark), энтузиаста-колеоптеролога и создателя веб-сайта «Фотокаталог жуков-усачей мира» (A  photographic  catalog  of  the  Cerambycidae  of  the  World).